# 司馬延祚
司馬延祚（?—?），字大思，西晋宗室，河內溫縣人。司馬昭第九子，晋武帝司马炎的弟弟，母不詳。
年幼时有笃疾，不任封爵。太康元年八月己未日（280年9月15日），晋武帝下诏：“弟祚早孤无识，情所哀愍。幼得笃疾，日冀其差，今遂废痼，无复后望，意甚伤之。其封为乐平王，使有名号，以慰吾心。”不久去世，无子，國除。

## 延伸阅读
[在维基数据编辑]
 《晉書·卷038》，出自房玄齡《晉書》